# Ле-Пюи-ан-Веле
Ле-Пюи́-ан-Веле́ (фр. Le Puy-en-Velay, окс. Lo Puèi de Velai) — главный город исторической области Веле в Оверни (нагорье Центрального массива), департамент Верхняя Луара. Население — 18 879 человек (2008).
Город известен с античности. В средневековье — крупный религиозный центр, резиденция епископов-графов, один из которых в 951 году первым во Франции совершил паломничество к святыне св. Иакова в Компостеле. С тех пор из Ле-Пюи начиналась одна из дорог святого Иакова — т. н. Via Podiensis (фр.).
Епископы Ле-Пюи должны были защищать свои права на город от притеснений местных феодалов из рода Полиньяков и притязаний графов Оверни. В этом им благоприятствовали французские монархи, многие из которых совершили паломничество к местной святыне Богоматери. Самым знаменитым из этих епископов был Адемар Монтейльский, духовный вождь Первого крестового похода.
Возможно, влиянием архитектуры Ближнего Востока объясняется необычный облик собора Нотр-Дам, который при нём строился в Ле-Пюи. Этот памятник, словно парящий над городом, внесён ЮНЕСКО в число памятников Всемирного наследия, связанных с путями Св. Иакова.

## Музеи
- Музей Крозатье (Musée Crozatier au Puy-en-Velay musée du Puy-en-Velay)

## Известные уроженцы
- Карденаль, Пейре (1180-1278) - провансальский трубадур.
- Жюльен, Пьер (скульптор) (1731-1804)- французский скульптор периода неоклассицизма.
- Эмар, Огюст (1808-1889) - французский палеонтолог.
- Валлес, Жюль (1832-1885) - французский писатель и политический деятель, революционер.
- Рейно, Эмиль (1844-1918) - французский изобретатель, художник и популяризатор науки, предтеча мультипликации.
- Морен, Шарль (1856-1914) -  французский живописец и гравёр.
- Котте, Шарль (1863—1925) — французский живописец, график.
- Файоль, Эмиль-Мари, (1852-1928) - государственный и военный деятель Франции. Маршал Франции.
- Вейль, Симона (философ) (1909-1943) - французская религиозная мыслительница и философ.
- Вокье, Лоран, (1975-) — французский политический и государственный деятель, министр высшего образования и исследований
- Гову, Сидней, (1979-) - французский футболист, нападающий.
- Бартоли, Марион, (1984-) - французская теннисистка.

|                    |  |                       |  |                         |  |                                 |
| Площадь с фонтаном |  | Фасад собора Нотр-Дам |  | Часовня на скале Эгилье |  | Часовня на фотографии 1915 года |